# Cerreto Guidi
Cerreto Guidi é uma comuna italiana da região da Toscana, província de Florença, com cerca de 9.555 habitantes. Estende-se por uma área de 49 km², tendo uma densidade populacional de 195 hab/km². Faz fronteira com Empoli, Fucecchio, Lamporecchio (PT), Larciano (PT), San Miniato (PI), Vinci.

## Demografia
| Variação demográfica do município entre 1861 e 2011                               |
|                                                                                   |
| Fonte: Istituto Nazionale di Statistica (ISTAT) - Elaboração gráfica da Wikipedia |